# 小堀正行
小堀 正行（こぼり まさゆき）は、江戸時代初期の旗本。小堀政一（遠州）の同腹の弟。

## 略歴
小堀正次と正妻である磯野員昌の娘の次男として誕生。父・正次と共に召されて家康に仕える。関ヶ原の戦い後の慶長5年（1600年）12月、父・正次が1万石加増された際に召されて小姓組に列し、備中国後月郡に1,000石の采地を与えられた。慶長9年（1604年）正次の急死により、遺領のうち大和国葛上郡の2,000石を分知されて都合3,000石の知行で寄合となる。大坂冬の陣に政一（小堀遠州）と共に出陣し、松倉重政に属して大和勢に加わる。元和元年（1615年）に兄・政一の京都邸にて没する。
子・正十が遺領と旗本小堀家を継いだ。兄である政一（小堀遠州）から茶道の奥義を伝えられ、正行の末裔が現在小堀遠州流の家元となっている。